# Félicie de Fauveau
Félicie de Fauveau (Livorno, 24 gennaio 1801 – Firenze, 12 dicembre 1886) è stata una scultrice francese, rappresentante dello stile trobadorico, che precorse lo stile Preraffaellita. Le sue molteplici opere scultoree mettono in mostra una varietà di tecniche e mezzi tra cui marmo, pietra, vetro e bronzo. La sua opera ebbe una grande influenza su autori romantici come Alfred de Musset e Alexandre Dumas.

## Biografia
Nacque in Toscana nel 1801. Suo padre, Alexandre, discendente da una famiglia francese di finanzieri nobilitati nel 1740, sposò Anne, figlia di Jean Véry de La Pierre, esattore doganale a Rouen, e di Marie-Archange Palyart, dalla quale ebbe quattro figli, di cui Félicie fu la maggiore. Sua zia Constance de La Pierre, nata il 4 gennaio 1776 a Rouen e moglie di Louis Lézurier de La Martel, era un'artista-disegnatrice, allieva di Jacques-Antoine-Marie Lemoine.
Il padre si stabilì in Italia poco prima della Rivoluzione Francese. A causa di cattivi investimenti, la famiglia tornò in Francia nel 1814, in piena Restaurazione. Lei visse in Francia fino al 1833 quando fuggì in Italia a causa delle sue posizioni politiche legittimiste. Morì a Firenze e fu sepolta nella cappella centrale del cimitero di San Felice a Ema, su una collina a sud di Firenze.

## Debutto artistico
Dopo aver trascorso l'infanzia a Firenze, Félicie studiò pittura e scultura a Parigi e coltivò interesse per l'archeologia e il simbolismo antico. Frequentò il salotto della duchessa di Berry, sua coetanea, e decise di fare l'artista. Iniziò dipingendo, lavorando nello studio di Louis Hersent, poi, ispirata da Paul Delaroche, si applicò da autodidatta alla scultura, insieme al fratello minore Hippolyte. Fu anche allieva del pittore Bernard Gaillot. 
Nel 1826, e fino al 1830, aprì uno studio a Parigi, in 18 Rue de la Rochefoucauld, frequentato da artisti come Paul Delaroche e Ary Scheffer. Con Marie d'Orléans una delle pioniere come scultrice, trovò ispirazione nella sua passione per il Medioevo. Al Salon di Parigi, nel 1827 espose due bassorilievi ispirati a Walter Scott: soggetto tratto dal romanzo dell'Abate, di Walter-Scott e La regina Cristina di Svezia che si rifiuta di risparmiare la vita del suo scudiero Monaldeschi. Quest'ultima opera fu premiata con la medaglia d'oro, che l'artista ricevette dal re Carlo X di Francia, il quale le si rivolse per promuovere gli ideali della Restaurazione. 
Félicie ricevette ampi consensi: Alexandre Dumas fu ispirato dalla statua premiata e decise di trarne un'opera teatrale, Christine, che venne messa in scena al Théâtre-Français sei mesi dopo. Il gruppo di bassorilievi Christine a Fontainebleau le valse gli elogi di Stendhal che la definì il "nuovo Canova".
Al Salon del 1830 ottenne una medaglia per un'acquasantiera raffigurante San Denis che resuscita per benedire l'acqua battesimale di Francia.
A Parigi, successivamente, ricevette diverse commissioni, tra cui le porte in bronzo destinate al Louvre, un progetto che non fu però realizzato.

## Politica e esilio volontario a Firenze
Legittimista, sostenne il ritorno del re borbonico in Francia dopo la caduta di Napoleone. Sperava che il figlio minorenne di Maria Carolina, Enrico di Borbone-Francia, conte di Chambord, ottenesse la corona. Partecipò attivamente nel 1832 all'insurrezione monarchica in Vandea, nell'ovest della Francia, con il supporto di Maria Carolina Ferdinanda Luisa di Borbone, duchessa di Berry. Divenne amica di Félicie de Duras, contessa di La Rochejaquelein, con la quale venne catturata nel novembre 1831, imprigionata e poi assolta nel febbraio 1832. Félicie de Fauveau e Félicie de Duras parteciparono a un secondo tentativo di insurrezione nel 1832, che fallì. La duchessa di Berry fu arrestata a Nantes nel 1832 e le due Félicie furono processate in contumacia nel 1833.  De Fauveau dovette fuggire dalla Francia e raggiunse la madre a Firenze nel 1834, in esilio forzato e successivamente, nonostante l'amnistia del 1837, volontario, fino a quando il conte di Chambord non fosse stato incoronato re di Francia, speranza che non si concretizzò.

## Amici e commissionari
Durante la sua permanenza a Firenze, coltivò molte amicizie con personalità artistiche e letterarie. Fu accolta nel Granducato dallo scultore fiorentino neoclassico Lorenzo Bartolini, che si ritiene abbia avuto un ruolo di rilievo nella sua formazione di scultrice. Si dedicò alla sua arte in compagnia del fratello Hippolyte. Aprì uno studio in via dei Serragli, che divenne un punto di interesse per i viaggiatori internazionali del Grand Tour. I suoi ammiratori includevano la cantante lirica italiana Angelica Catalani e Elizabeth e Robert Browning, che avevano stabilito la loro casa a Firenze. Incontrò Honoré de Balzac e andò anche a incontrare il conte de Chambord a Roma nel gennaio 1840. Le sue opere erano ambite dagli espatriati russi della città, tra cui Anatoly Nikolaievich Demidov, primo principe di San Donato; l'artista ricevette molteplici commissioni dall'industriale e godette dell'amicizia di sua moglie, la principessa Matilde Bonaparte, nipote di Napoleone. Lo zar Nicola I, che le rese visita il 9 dicembre 1845, acquistò varie sue opere e la figlia Maria Nikolaieva ricevette un pugnale, ora al Louvre, il cui manico è inciso con scene del Romeo e Giulietta di Shakespeare.

## Temi e stile
Nella sua arte, fu ispirata da temi letterari, politici e religiosi: emulò gli stili medievali per sostenere il sistema politico monarchico; incluse il simbolismo cristiano nel suo lavoro. Rappresentante dello stile trobadorico, le sue opere fiorentine includono un'acquasantiera neogotica ornata a Palazzo Pitti e le tombe monumentali di sir Charles Lyon Herbert e lady Harriet Frances Pellew, al Cimitero degli Inglesi in piazzale Donatello. I suoi capolavori fiorentini includono il tributo scultoreo alla poetessa Louise de Favreau nella loggia della basilica di Santa Croce, che, secondo Silvia Mascalchi, è stato ispirato da una poesia che la ragazza scrisse prima della sua morte all'età di diciassette anni. Il Monumento ad Anne de la Pierre in Santa Maria del Carmine, che l'artista creò nel 1859, raffigura un ritratto realistico della madre.

## Mostre
Félicie de Fauveau, l'amazzone della scultura, Les Lucs-sur-Boulogne, Historial de la Vendée, dal 15 febbraio al 19 maggio 2013, poi a Parigi al Musée d'Orsay dall'11 giugno al 15 settembre 2013. Catalogo pubblicato da Gallimard e il Musée d'Orsay.

## Opere
Oltre alle citate nel testo:
- Cristina di Svezia rifiuta di perdonare il suo scudiero Monaldeschi, 1827, gesso, museo Louviers.
- Lampada di San Michele, 1829-30, bronzo policromo, 90 × 34 × 36 cm, fusione di Jean Honoré Gonon, Parigi, Museo del Louvre.
- Gorgiera della Duchessa di Berry, 1831, bronzatore Emile Jeannest. Lucs sur boulogne, Historial de Vendée.
- Busto funerario di fanciullo, dopo il 1833, Tolosa, Musée des Augustins[15].
- Monumento a Dante: Paolo e Francesca, 1830-1836, collezione privata.
- Il Duca di Bordeaux, Conte di Chambord, futuro Enrico IV. Historial de la Vendée, les Lucs sur Boulogne. Consiglio generale della Vandea, conservazione dipartimentale.
- Lo specchio della vanità, scultura lignea, esposta al Salon di Rouen nel 1845, luogo sconosciuto.
- Modello per un monumento a Clémence Isaure, 1845, Tolosa, Musée des Augustins[16].
- Fontana con ninfa e delfino, commissionata dallo Zar. Félicie e Hippolyte de Fauveau, 1846-48. San Pietroburgo, Museo dell'Ermitage[7].
- Monumento dedicato alla memoria del barone Gros da M.lle Sarazin de Belmont, 1847, Tolosa, Musée des Augustins[17].
- Pugnale, 1850, argento ossidato, lama in acciaio intarsiata in oro, Parigi, Museo del Louvre[18].
- Busto della marchesa Boccella, Félicie e Hippolyte de Fauveau, 1851. Collezione privata, Parigi, Museo d'Orsay[7]
- L'anima che si stacca dai sentimenti terreni, 1852, acquasantiera, Douai, museo della Chartreuse[19].
- Santa Reparata, Hippolyte e Félicie de Fauveau,1855, terracotta policroma, Parigi, Museo del Louvre[20].
- Angelo musicante, 1863, scultura a tutto tondo in marmo di Carrara, Bourg-en-Bresse, monastero reale di Brou. Probabilmente un monumento funerario dedicato a un giovane[21].
- Autoritratto con femmina di levriere[22].
- Ritratto della duchessa di Berry[22].

## Restauri
Nel 2012 e nel 2013, il Sepolcro per Louise de Favreau e il Monumento ad Anne de la Pierre sono stati al centro di un progetto di restauro e manutenzione sponsorizzato dalla Advancing Women Artists Foundation (AWA). Entrambi i monumenti erano stati danneggiati quando il fiume Arno inondò Firenze nel 1966. Riguardo al primo restauro, l'autrice e fondatrice dell'AWA Jane Fortune scrive: "I restauratori hanno avuto l'opportunità di scoprire di più sui metodi scultorei di De Fauveau che differivano da quelli dei suoi contemporanei che erano orientati a copiare Donatello. Ha usato scalpelli piatti e dentati per creare movimenti lineari e molto probabilmente ha imparato le tecniche di intaglio lavorando su medaglioni". Il bassorilievo dietro la figura di Louise de Favreau è un esempio della sua tecnica. Durante il restauro del monumento della madre a Santa Maria del Carmine, i restauratori sostituirono il mento di Anne de la Pierre, danneggiato durante l'invasione nazista di Firenze nel 1943.

## Documentari
La sua vita e le sue opere sono presenti nel documentario in inglese e italiano Una scultrice francese durante il Grand Tour, prodotto da AWA e Art Media Studio. Questo documentario bilingue mette in luce gli anni fiorentini dell'artista e presenta il restauro dei suoi capolavori fiorentini Sepolcro per Louise de Favreau e Monumento a Anne de la Pierre.
AWA ha pubblicato anche il documentario The restoration of de Fauveau's Monument in Santa Maria del Carmine.
Un video è stato pubblicato sulla mostra in Vandea. Il Louvre ha dedicato un video alla Lampada di San Michele.